# Lista de prefeitos de Paulo Afonso
Esta é a lista de prefeitos do município de Paulo Afonso, estado brasileiro da Bahia.
| Nº | Nome                                                                        | Imagem                              | Partido                                          | Início do mandato       | Fim do mandato                                                                    | Observações |
| 1  | Otaviano Leandro de Morais (Sertânia, 22.07.1922– Paulo Afonso, 27.02.1987) |                                     | Partido Socialista Brasileiro PSB                | 7 de abril de 1959      | 6 de abril de 1963                                                                | Prefeito eleito em sufrágio universal                                                                                           |
| 2  | Adauto Pereira de Souza (–01.10.1982)                                       |                                     | Partido Social Democrático PSD                   | 7 de abril de 1963      | 14 de setembro de 1966                                                            | Prefeito eleito em sufrágio universal, posteriormente renunciou                                                                 |
| 3  | Manoel Pereira Neto                                                         |                                     | União Democrática Nacional UDN                   | 15 de setembro de 1966  | 28 de dezembro de 1966                                                            | Presidente da Câmara no cargo de titular                                                                                        |
| 4  | João Soares                                                                 |                                     | Aliança Renovadora Nacional ARENA                | 28 de dezembro de 1966  | 31 de janeiro de 1967                                                             | Interventor nomeado pelo Governador do Estado                                                                                   |
| 5  | Edison Teixeira Barbosa                                                     |                                     | Partido Trabalhista Brasileiro PTB               | 1° de fevereiro de 1967 | 14 de maio de 1974                                                                | Prefeito eleito em sufrágio universal, posteriormente renunciou                                                                 |
| 6  | Abel Barbosa e Silva (Pesqueira, 03.06.1928–26.04.2018)                     |                                     | Aliança Renovadora Nacional ARENA                | 14 de maio de 1974      | 16 de outubro de 1975                                                             | Prefeito nomeado pelo Governador do Estado por Paulo Afonso ser Área de Segurança Nacional                                      |
| 7  | José de Figueiredo Barbosa                                                  |                                     | Aliança Renovadora Nacional ARENA                | 16 de outubro de 1975   | 19 de março de 1979                                                               | Prefeito nomeado pelo Governador do Estado por Paulo Afonso ser Área de Segurança Nacional, posteriormente renunciou ao mandato |
| 8  | Metódio Nunes Magalhães                                                     |                                     | Movimento Democrático Brasileiro MDB             | 20 de março de 1979     | 4 de abril de 1979                                                                | Presidente da Câmara no cargo de titular                                                                                        |
| 9  | Frederico Fausto de Mello (1944–Recife, 20.12.2020)                         |                                     | Aliança Renovadora Nacional ARENA                | 4 de abril de 1979      | 4 de agosto de 1979                                                               | Prefeito nomeado pelo Governador do Estado por Paulo Afonso ser Área de Segurança Nacional                                      |
| 10 | Abel Barbosa e Silva (Pesqueira, 03.06.1928–Paulo Afonso, 26.04.2018)       |                                     | Partido Democrático Social PDS                   | 4 de agosto de 1979     | 31 de dezembro de 1985                                                            | Prefeito nomeado pelo Governador do Estado por Paulo Afonso ser Área de Segurança Nacional                                      |
| 11 | José Ivaldo de Brito Ferreira (Pesqueira, 07.05.1959–)                      |                                     | Partido do Movimento Democrático Brasileiro PMDB | 1° de janeiro de 1986   | 31 de dezembro de 1988                                                            | Primeiro prefeito eleito em sufrágio universal após o Regime Militar.                                                           |
| 12 | Luiz Barbosa de Deus (Brejo Grande, 05.06.1938–)                            |                                     | Partido da Frente Liberal PFL                    | 1° de janeiro de 1989   | 31 de dezembro de 1992                                                            | Prefeito eleito em sufrágio universal                                                                                           |
| 13 | Anilton Bastos Pereira (Brejo Grande, 25.11.1953–)                          |                                     | Partido da Frente Liberal PFL                    | 1° de janeiro de 1993   | 31 de dezembro de 1996                                                            | Prefeito eleito em sufrágio universal                                                                                           |
| 14 | Paulo de Deus (Brejo Grande, 08.01.1949–)                                   |                                     | Partido da Frente Liberal PFL                    | 1° de janeiro de 1997   | 31 de dezembro de 2000                                                            | Prefeito eleito em sufrágio universal                                                                                           |
| 14 | Paulo de Deus (Brejo Grande, 08.01.1949–)                                   | 1° de janeiro de 2000               | Partido da Frente Liberal PFL                    | 31 de março de 2004     | Prefeito reeleito em sufrágio universal, renunciou posteriormente a favor do vice | |
| 15 | Wilson Pereira Filho (Brejo Grande, 05.06.1955–)                            |                                     | Partido da Frente Liberal PFL                    | 1° de abril de 2004     | 31 de dezembro de 2004                                                            | Vice-prefeito eleito no cargo como titular                                                                                      |
| 16 | Raimundo Caires Rocha (Ituaçu, 28.08.1947–)                                 |                                     | Partido Socialista Brasileiro PSB                | 1° de janeiro de 2005   | 31 de dezembro de 2008                                                            | Prefeito eleito em sufrágio universal                                                                                           |
| 17 | Anilton Bastos Pereira (Brejo Grande, 25.11.1953–)                          |                                     | Democratas DEM                                   | 1° de janeiro de 2009   | 31 de dezembro de 2012                                                            | Prefeito eleito em sufrágio universal                                                                                           |
| 17 | Anilton Bastos Pereira (Brejo Grande, 25.11.1953–)                          | Partido Democrático Trabalhista PDT | 1° de janeiro de 2013                            | 31 de dezembro de 2016  | Prefeito reeleito em sufrágio universal                                           | |
| 18 | Luiz Barbosa de Deus (Brejo Grande, 05.06.1938–)                            |                                     | Partido Social Democrático PSD                   | 1° de janeiro de 2017   | 31 de dezembro de 2020                                                            | Prefeito eleito em sufrágio universal                                                                                           |
| 18 | Luiz Barbosa de Deus (Brejo Grande, 05.06.1938–)                            | 1° de janeiro de 2021               | Partido Social Democrático PSD                   | 19 de Agosto de 2024    | Prefeito reeleito em sufrágio universal, renunciou posteriormente a favor do vice | |
| 19 | Marcondes Francisco dos Santos (Paulo Afonso, 14.02.1965–)                  |                                     | Partido Social Democrático PSD                   | 19 de Agosto de 2024    | 31 de dezembro de 2024                                                            | Vice-prefeito eleito no cargo como titular                                                                                      |
| 20 | Mario Cesar Barreto Azevedo "Mario Galinho" (Paulo Afonso, 14.01.1986–)     |                                     | Partido Social Democrático PSD                   | 1° de janeiro de 2025   | Atual                                                                             | Prefeito eleito em sufrágio universal                                                                                           |